# فيسون (كارولاينا الشمالية)
فيسون (بالإنجليزية: Faison, North Carolina)‏ هي بلدة أمريكية تقع في الولايات المتحدة في كارولاينا الشمالية. يقدر عدد سكانها بـ 961 نسمة ومساحتها 2.2 كم2 و وترتفع عن سطح البحر 49 متر.

## التركيبة السكانية
حدّد مكتب تعداد الولايات المتحدة بيانات التركيبة السكانية لفيسون في تعداد الولايات المتحدة. في ما يلي، التركيبة السكانية حسب تعدادي 2000 و2010.

### تعداد عام 2000
بلغ عدد سكان فيسون 744 نسمة بحسب تعداد عام 2000، وبلغ عدد الأسر 314 أسرة وعدد العائلات 197 عائلة مقيمة في البلدة. في حين سجلت الكثافة السكانية 366.5 نسمة لكل كيلومتر مربع (949.2/ميل2). وبلغ عدد الوحدات السكنية 354 وحدة بمتوسط كثافة قدره 174.4 لكل كيلومتر مربع (451.7/ميل2).
وتوزع التركيب العرقي للبلدة بنسبة 64.11% من البيض و14.78% من الأمريكيين الأفارقة و0.13% من الأمريكيين الأصليين و20.30% من الأعراق الأخرى و0.67% من عرقين مختلطين أو أكثر و24.73% من الهسبانيون أو اللاتينيون من أي عرق.
بلغ عدد الأسر 314 أسرة كانت نسبة 30.9% منها لديها أطفال تحت سن الثامنة عشر تعيش معهم، وبلغت نسبة الأزواج القاطنين مع بعضهم البعض 43.9% من أصل المجموع الكلي للأسر، ونسبة 11.5% من الأسر كان لديها معيلات من الإناث دون وجود شريك،  بينما كانت نسبة 7.3% من الأسر لديها معيلون من الذكور دون وجود شريكة وكانت نسبة 37.3% من غير العائلات. تألفت نسبة 33.4% من أصل جميع الأسر من عدة أفراد يعيشون في نفس المنزل ونسبة 15.9% كانت تتألف من شخص يعيش بمفرده يبلغ من العمر 65 عاماً أو أكثر. وبلغ متوسط حجم الأسرة المعيشية 2.36، أما متوسط حجم العائلات فبلغ 2.93.
بلغ العمر الوسطي للسكان 36.8 عاماً. وكانت نسبة 22.6% من القاطنين تحت سن الثامنة عشر، وكانت نسبة 9.7% بين الثامنة عشر والرابعة والعشرين عاماً، ونسبة 30.1% كانت واقعةً في الفئة العمرية ما بين الخامسة والعشرين والرابعة والأربعين عاماً، ونسبة 20.4% كانت ما بين الخامسة والأربعين والرابعة والستين، ونسبة 16.7% كانت ضمن فئة الخامسة والستين عاماً فما فوق. يوجد لكل 100 أنثى 95.3 ذكر، ويوجد لكل 100 أنثى في الثامنة عشر من عمرها فما فوق 93.9 ذكر.
بلغ متوسط دخل الأسرة في البلدة 22,788 دولارًا، أما متوسط دخل العائلة فبلغ 30,724 دولارًا. وكان متوسط دخل الذكور 25,536 دولارًا مقابل 20,667 دولارًا للإناث. وسجل دخل الفرد الخاص بالبلدة 12,558 دولارًا. وكانت نسبة 18.7% من العائلات ونسبة 27.5% من السكان تحت خط الفقر، وكان من هؤلاء نسبة 26% تحت سن الثامنة عشر ونسبة 24.3% في الخامسة والستين من العمر وما فوق.

### تعداد عام 2010
بلغ عدد سكان فيسون 961 نسمة بحسب تعداد عام 2010، وبلغ عدد الأسر 365 أسرة وعدد العائلات 234 عائلة مقيمة في البلدة. في حين سجلت الكثافة السكانية 473.4 نسمة لكل كيلومتر مربع (1,226.1/ميل2). وبلغ عدد الوحدات السكنية 428 وحدة بمتوسط كثافة قدره 210.8 لكل كيلومتر مربع (546.0/ميل2).
وتوزع التركيب العرقي للبلدة بنسبة 52.45% من البيض و12.90% من الأمريكيين الأفارقة و0.21% من الأمريكيين الأصليين و0.10% من الأمريكيين ذوي الأصول الآسيوية و31.11% من الأعراق الأخرى و3.23% من عرقين مختلطين أو أكثر و38.50% من الهسبانيون أو اللاتينيون من أي عرق.
بلغ عدد الأسر 365 أسرة كانت نسبة 39.5% منها لديها أطفال تحت سن الثامنة عشر تعيش معهم، وبلغت نسبة الأزواج القاطنين مع بعضهم البعض 41.9% من أصل المجموع الكلي للأسر، ونسبة 13.7% من الأسر كان لديها معيلات من الإناث دون وجود شريك،  بينما كانت نسبة 8.5% من الأسر لديها معيلون من الذكور دون وجود شريكة وكانت نسبة 35.9% من غير العائلات. تألفت نسبة 31.2% من أصل جميع الأسر من عدة أفراد يعيشون في نفس المنزل ونسبة 9.6% كانت تتألف من شخص يعيش بمفرده يبلغ من العمر 65 عاماً أو أكثر. وبلغ متوسط حجم الأسرة المعيشية 2.59، أما متوسط حجم العائلات فبلغ 3.27.
بلغ العمر الوسطي للسكان 34.4 عاماً. وكانت نسبة 27.9% من القاطنين تحت سن الثامنة عشر، وكانت نسبة 10.8% بين الثامنة عشر والرابعة والعشرين عاماً، ونسبة 26.3% كانت واقعةً في الفئة العمرية ما بين الخامسة والعشرين والرابعة والأربعين عاماً، ونسبة 23.9% كانت ما بين الخامسة والأربعين والرابعة والستين، ونسبة 11% كانت ضمن فئة الخامسة والستين عاماً فما فوق. وتوزع التركيب الجنسي للسكان بنسبة 50.4% ذكور و49.6% إناث.

## أعلام
- جيمس دبليو. بلانشارد
- مارش وليامز
- وليام ثورنتون